# Fernando Vergara
Luis Fernando Vergara Meyland ou Fernando Vergara (Santiago, 13 de maio de 1970), é um treinador e ex-futebolista chileno que atuava como atacante, onde era conhecido como Zamorano dos pobres.

## Carreira
Vergara iniciou a carreira profissional em 1991, na Universidad de Chile. ainda atuou também por Fernández Vial, Colo-Colo, Antofagasta e Rayo Vallecano (único time europeu que defendeu).
Vergara ficou o ano de 2000 sem jogar, esperando proposta de algumas equipes, já que seu contrato com o Rayo tinha terminado. Voltou em 2001, no Universitario. Encerrou sua carreira prematuramente em 2002, no Unión Española. 

## Seleção
Com a Seleção Chilena disputou a Copa América de 1997, seu único torneio com a camisa chilena, vestida por ele em seis oportunidades e foi fortemente cotado pela imprensa chilena para atuar na Copa de 1998, como reserva de Marcelo Salas e Iván Zamorano, mas Manuel Neira, seu rival na disputa, foi o escolhido.

## Treinador
Em 2008, treinou o Huachipato. Antes, tinha treinado o Barnechea e o Magallanes. em seguida comandou Deportes La Serena, Deportes Iquique, Temuco e Cobreloa. no ano de 2015 inicialmente comandou o San Marcos de Arica e mais tarde, a Unión Española. desde Julho de 2016, vem comandado o Antofagasta.

## Títulos
Colo-Colo
- Campeonato do Chile: 1993, 1996, 1997 (Clausura) e 1998
- Copa Chile: 1996